# Фастованов Андрій Григорович
Андрій Григорович Фастованов (1912, село Гальжбіївка Подільської губернії, тепер Ямпільського району Вінницької області — 8 листопада 1970, місто Шепетівка? Хмельницької області) — український радянський партійний діяч, 2-й секретар Хмельницького обкому КПУ. Депутат Верховної Ради УРСР 4—5-го скликань.

## Біографія
Народився в родині селянина-середняка. У 1929 році вступив до комсомолу. З 1931 року — в Червоній армії.
Після демобілізації працював старшим агрономом Ганнопільської машинно-тракторної станції (МТС) Славутського району, заступником завідувача державної сортодослідницької дільниці, завідувачем земельного відділу Кам'янець-Подільського районного виконавчого комітету Кам'янець-Подільської області.
Член ВКП(б) з 1939 року.
У 1940 — липні 1941 року — заступник завідувача сільськогосподарського відділу Кам'янець-Подільського обласного комітету КП(б)У.
У червні 1941 — 1946 року — у Червоній армії. Учасник німецько-радянської війни. Служив військовим комісаром, заступником командира 1-го артилерійського дивізіону з політичної частини 126-го гвардійського артилерійського полку 55-ї гвардійської стрілецької дивізії.
У 1946—1950 роках — голова виконавчого комітету Шепетівської районної ради депутатів трудящих Кам'янець-Подільської області; 1-й секретар Шепетівського районного комітету КП(б)У Кам'янець-Подільської області.
У 1950—1953 роках — слухач Вищої партійної школи при ЦК КП(б)У.
У 1953—1955 роках — 1-й секретар Полонського районного комітету КП(б)У Кам'янець-Подільської області.
У липні 1955 — 9 жовтня 1959 року — 2-й секретар Хмельницького обласного комітету КПУ.
У 1959—1962 роках — 1-й секретар Старокостянтинівського районного комітету КП(б)У Хмельницької області.
У 1962—1965 роках — начальник Старокостянтинівського виробничого колгоспно-радгоспного управління Хмельницької області.
У 1965—1970 роках — 1-й секретар Шепетівського міського комітету КПУ Хмельницької області.
У 1970 році — персональний пенсіонер союзного значення.

## Звання
- гвардії капітан
- гвардії майор

## Нагороди
- орден Леніна (26.02.1958)
- орден Трудового Червоного Прапора
- орден «Знак Пошани» (23.01.1948)
- орден Червоної Зірки (.06.1943)
- орден Вітчизняної війни ІІ ст. (.07.1944)
- медалі